# Tina Knowles
Celestine Ann "Tina" Beyoncé, precedentemente coniugata Knowles-Lawson, meglio nota come Tina Knowles (Gadsden, 4 gennaio 1954), è un'imprenditrice, stilista e personaggio televisivo statunitense.
Madre di Beyoncé e Solange Knowles, è divenuta famosa come mentore e fashion designer del gruppo musicale Destiny's Child, con il manager ed ex marito Mathew Knowles.
Tina Knowles, oltre ad affiancare i progetti delle figlie e delle componenti del gruppo Kelly Rowland e Michelle Williams, ha intrapreso numerosi progetti imprenditoriali, fondando la casa di moda House of Deréon e Miss Tina by Tina Knowles, e aprendo la fondazione no-profit Where Art Can Occur (WACO) Theater Center a Los Angeles.
Tina Knowles ha inoltre partecipato come ospite in numerosi programmi televisivi e webserie, conducendo Profiled: The Black Man su Oprah Winfrey Network, Talks with Mama Tina su Facebook, e recitando in La famiglia Proud: più forte e orgogliosa e Wrath: A Seven Deadly Sins Story.
Grazie ai suoi contributi come stylist è stata insignita dell'ACE Award dall'Accessories Council of America per l'eccellenza nel design degli accessori.

## Biografia
Celestine Ann Beyoncé è nata a Galveston, Texas, ultima di sette fratelli, nati dal matrimonio di Agnéz Beyincé Deréon, sarta, e Lumis Albert Beyincé, afroamericano di origine creola, impiegato come manovale di porto. Le radici della famiglia sono di Boutte, in Louisiana, fortemente influenzate dal credo cattolico, e discendente diretta del leader acadiano Joseph Broussard e dell'ufficiale militare francese Jean-Vincent d'Abbadie de Saint-Castin. Celestine frequenta il liceo della cittadina, ed entra a far parte di un gruppo di canto chiamato The Veltones, ispirato alle The Supremes.
All'età di 19 anni si è trasferita in California per lavorare come truccatrice per Shiseido Cosmetics. Knowles ha poi lavorato come coreografa di danza per l'Università dell'Alabama e poi estetista a Birmingham, Alabama. Sposa Mathew Knowles nel 1980, con cui ha due figlie Beyoncé, nata l'anno successivo al matrimonio, e Solange, nata nel 1986. Nel 1990, ha aperto Headliners, un salone di parrucchiere, situato a Houston, Texas, divenuto negli anni uno dei più famosi saloni della città.

### 1995-2010: L'ascesa mediatica con le Destiny's Child

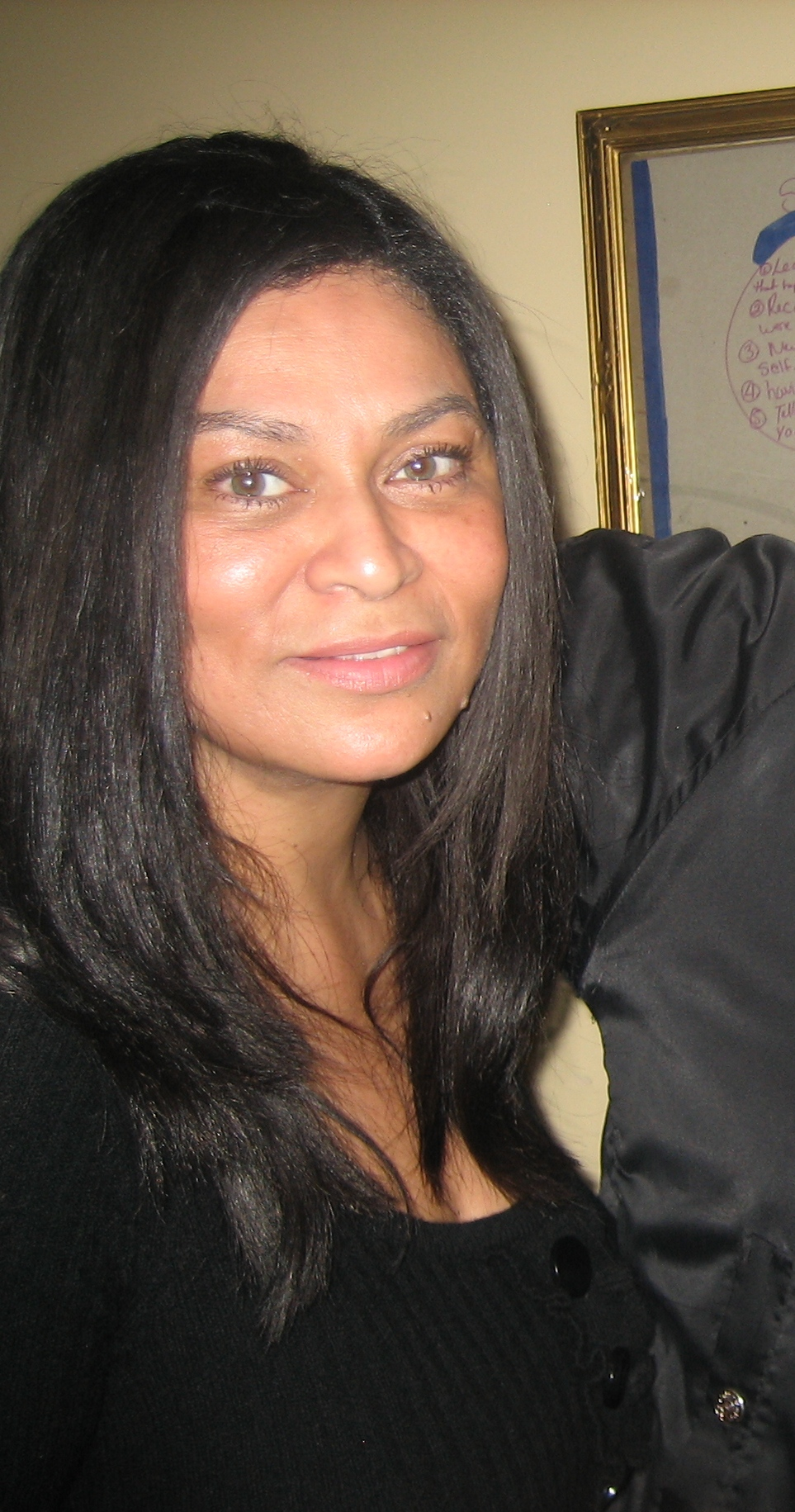
Tina Knowles nel 2008

Nel 1995 il marito fonda la Music World Entertainment, per seguire e gestire gli aspetti manageriali del gruppo musicale Girl's Tyme, fondato da Beyoncé e Kelly Rowland. Con la sottoscrizione di un contratto discografico con l'Elektra Records, e successivamente con la Columbia Records, il marito rinomina il gruppo Destiny's Child, composto da Beyoncè, Kelly Rowland, LaTavia Roberson e LeToya Luckett, le quali si esercitavano nel retrobottega del salone di acconciature. Nello stesso anno accolgono in casa Kelly Rowland, ritenuta dalla stessa Knowles una terza figlia. L'ascesa mediatica della Knowles è arrivata come costumista e truccatrice del gruppo, in quanto la scarsità di fondi monetari del gruppo non permetteva di assumere del personale addetto. Nel 2002 ha pubblicato un libro intitolato Destiny's Style: Bootylicious Fashion, Beauty and Lifestyle Secrets From Destiny's Child in cui discute come la moda abbia influenzato il successo delle Destiny's Child.
Nel 2004, la Knowles ha lanciato la linea di abbigliamento House of Deréon insieme a Beyoncé, dandole il nome di sua madre Agnes Deréon. Nel 2006 avviene il primo lancio di una linea di vestiti, vedendo entrambe le fondatrici promuovere il brand partecipando al The Oprah Winfrey Show e The Tyra Banks Show. Nel 2010, ha ampliato la linea collaborando con Walmart dopo che era stato precedentemente venduto su differenti canali di vendita televisivi. Dopo la sua apparizione alla settimana della moda di New York, Knowles si è recata a Londra, in Inghilterra, per far decollare la collezione autunno/inverno "Global Nomad" di House of Deréon presso i grandi magazzini Selfridges durante la settimana della moda di Londra, hanno partecipato alla sfilata Ellie Goulding, Alexandra Burke e Rita Ora.
Parallelamente alla fondazione della casa di moda, Knowles collabora con gli stilisti Sharen Davis e Naeem Khan per gli abiti di scena del film Dreamgirls, in cui recitano Beyoncé e Jennifer Hudson. Knowles partecipa in veste di stilista anche al film Austin Powers in Goldmember, La Pantera Rosa, Obsessed, Cadillac Records.
Lavora in veste di stilista sia per le apparizioni ad eventi pubblici che per video della figlia Beyoncé, tra cui Work It Out, Get Me Bodied, Freakum Dress, e dei concerti e successivamente dell'album video Beyoncé: Live at Wembley, The Beyoncé Experience Live, I Am... Yours e Live at Roseland: Elements of 4, collaborando con l'attuale stylist della figlia Ty Hunter.

### 2013-2019: Affiancamento alle figlie e progetti televisivi
Nel 2013, la Knowles è apparsa in Life Is But a Dream di Beyoncé ed è stata accreditata come direttrice costumista. L'anno successivo appare in un cameo del videoclip del brano Grown Woman della figlia Beyoncé. Nel 2016, ha fatto un piccolo cameo nello speciale televisivo per HBO tratto dall'album di Beyoncé Lemonade, apparendo nel visual per la canzone All Night, che include inquadrature di lei con il marito Richard Lawson il giorno del loro matrimonio. Knowles inoltre annuncia l'esibizione dal vivo della figlia Beyoncé ai 59ª edizione dei Grammy Awards.
Nel 2017, Knowles e suo marito Richard hanno fondato il Where Art Can Occur (WACO) Theater Center, un'associazione non-profit "dedicata all'empowerment degli artisti" e che gestisce mostre d'arte, spettacoli e incontri con artisti internazionali a Los Angeles. Nel 2019, è apparsa brevemente in alcune inquadrature di Homecoming, un film concerto sulle performance di Beyoncé al Coachella Valley Music and Arts Festival del 2018.

### 2020-presente: Carriera televisiva, webserie e nuovi progetti imprenditoriali

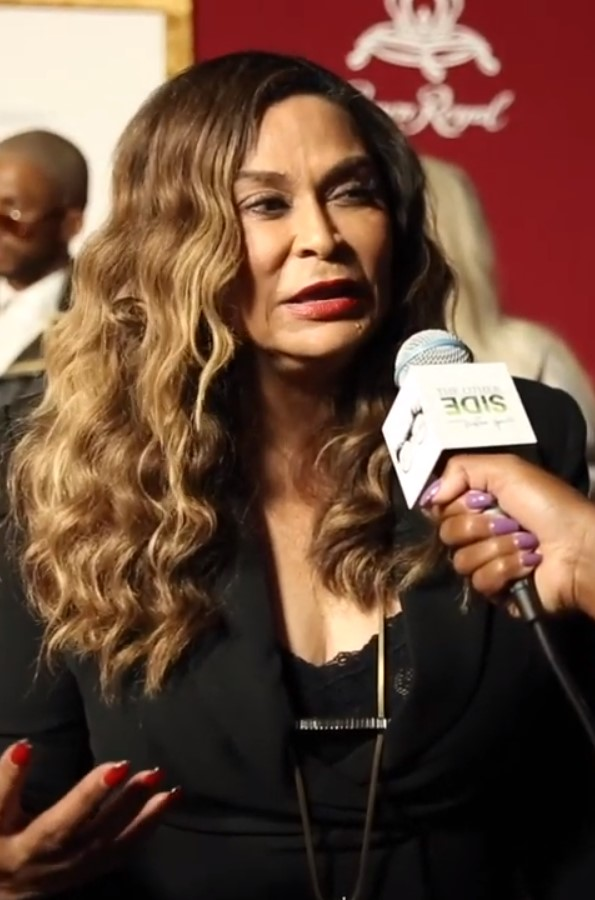
Tina Knowles alla première del film Shaft

Nel luglio 2020, la Knowles ha fatto un cameo nel film Disney+ di Beyoncé Black Is King, che incorpora la musica dell'album della colonna sonora The Lion King: The Gift. Knowles fa apparizioni nei video per le canzoni Mood 4 Eva e Brown Skin Girl. Prima dell'uscita del film, ha rivelato di aver lasciato che sua figlia prendesse in prestito pezzi d'arte per il progetto, venendo accreditata come curatrice del set d'arte sul film. Lo stesso mese, Knowles è apparsa al The Today Show per promuovere il suo talk show su Facebook, Talks With Mama Tina, che affronta la soppressione degli elettori, le relazioni razziali e altre questioni sociali.
Il 23 maggio 2021, Knowles ha presentato Trae tha Truth con il Change Maker Award e ha introdotto Padma Lakshmi ai Billboard Music Awards. Il 16 giugno 2021, Knowles è apparsa nel Lift Black Voices Hub di Facebook. Nell'agosto 2021, è stato annunciato che la Knowles avrebbe prodotto un prossimo programma per Discovery e Oprah Winfrey Network. La docuserie, intitolata Profiled: The Black Man, è andata in onda all'inizio del 2022. Nel settembre dello stesso anno appare nel video del brano Have Mercy della cantante Chlöe. Nel dicembre 2021, Knowles ha annunciato che il suo show Talks with Mama Tina avrebbe iniziato ad andare in onda su Facebook, e avrebbe incluso interviste a celebrità, come Ciara, Chloe x Halle, Tiffany Haddish e Zendaya. Il primo episodio ha debuttato il 22 dicembre, con Beyoncé e i suoi figli che eseguivano la sigla dello show. Successivamente il brano è stato candidato come miglior canzone originale ai Daytime Emmy Awards del 2022.
Nell'aprile del 2022, la Knowles fece il suo debutto come doppiatrice in La famiglia Proud: più forte e orgogliosa. Nello stesso mese, ha avuto un ruolo nel film thriller di Lifetime Wrath: A Seven Deadly Sins Story, con Michelle Williams e Antonio Cupo. Nel 2024 è vicepresidente del marchio di prodotti per i capelli Cécred, con la figlia Beyoncé.

## Vita privata
Nel 1980 ha sposato il produttore discografico e manager Mathew Knowles, con cui ha due figlie, le cantanti e imprenditrici Beyoncé e Solange. Il matrimonio termina nel 2011 con il divorzio della coppia, segnando l'allontanamento dei rapporti delle figlie con il padre, anche in termini manageriali. Knowles ha quattro nipoti, Blue Ivy, Rumi e Sir nati dal matrimonio di Beyoncé con il rapper Jay-Z, e Daniel Julez Knowles-Smith, nato dal primo matrimonio di Solange.
Nell'estate del 2013, ha iniziato a frequentare l'attore Richard Lawson. La coppia si è sposata il 12 aprile 2015. Attraverso il matrimonio con Lawson, è diventata matrigna di sua figlia, l'attrice Bianca Lawson, e di suo figlio Ricky. Il 26 luglio 2023 viene presentata un'istanza di divorzio alla Corte Suprema di Los Angeles da parte di Tina Lawson, in cui chiede inoltre di ripristinare il suo cognome precedente, Knowles, e di non concedere il mantenimento coniugale per entrambi.
Knowles si riferisce spesso anche al membro delle Destiny's Child, Kelly Rowland, come sua figlia, poiché ha iniziato a vivere con la famiglia Knowles dall'età di 11 anni, quando la Rowland si trasferì per problemi nella famiglia d'origine. Knowles viene inoltre chiamata con lo pseudonimo "mamma Tina" anche dal terzo membro del gruppo, Michelle Williams.

## Filantropia

### Aiuti umanitari e associazioni fondate

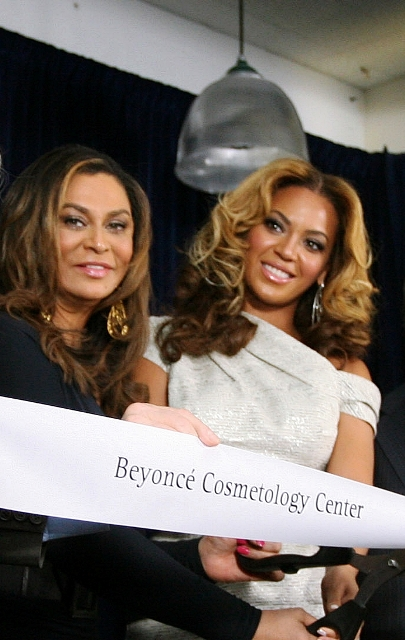
Tina Knowles con la figlia Beyoncé all'apertura del Cosmetology Center

Tina Knowles ha affiancato numerose organizzazioni non a scopo di lucro, di beneficenza e aiuti umanitari, fondando associazioni con la famiglia e le ex cantanti delle Destiny's Child. Nel 2002, Tina Knowles, Beyoncé e Kelly Rowland hanno aperto il Knowles-Rowland Center for Youth, un centro comunitario nel centro di Houston in sostegno alle famiglie in difficoltà economica, gestito attraverso la St. John’s Church di Houston, Texas.
Dopo aver assistito agli effetti dell'uragano Katrina nel 2005, la Knowles ha co-fondato la Survivor Foundation, per fornire alloggi provvisori alle vittime dell'uragano e agli sfollati.
Nel 2010, Knowles e Beyoncé hanno fondato il Beyoncé Cosmetology Center, che offre un corso di formazione in cosmetologia di sette mesi presso la, un'organizzazione no-profit di riabilitazione da droghe e alcol a Brooklyn, New York.
Nel 2017 collabora con l'associazione umanitaria della figlia Beyoncé, BeyGood, per sostenere le comunità colpite dall'uragano Harvey in Texas.
Nel 2020, a seguito della pandemia di COVID-19 negli Stati Uniti d'America, Knowles interviene con l'associazione BeyGoog, attraverso la campagna #IDidMyPart. L'iniziativa è stata proposta dalla madre a seguito dell'alto numero di morti a seguito della contrazione del virus nella comunità afroamericana di Houston, Texas. Knowles è inoltre intervenuta per sensibilizzare la popolazione nel corso di numerosi programmi televisivi e notiziari statunitensi, tra cui CBS News e ABC News.

### Diritti civili e cultura afroamericana
Nel corso della carriera dalle figlie Beyoncé e Solange, oltre che dei membri delle Destiny's Child, Kelly Rowland e Michelle Williams,Tina Knowles ha raccontato di aver lottato per far comprendere alle ragazze che il colore della pelle non doveva essere un problema per il loro successo, sostenuta anche dall'ex marito Mathew Knowles. Al ventunesimo anno dell'uscita dell'album del gruppo, The Writing's on the Wall, Knowles ha rivelato che la casa discografica Columbia Records aveva criticato lo stile dei vestiti dei membri del gruppo, in quanto non allineati alle pop star dell'epoca, come Christina Aguilera e Britney Spears, ed eccessivamente eccentrici, rifacendosi ai gruppi afroamericani della Motown, tra cui le Supremes e Labelle.
Nel corso degli anni, Tina Knowles ha sostenuto i movimenti che promuovono i diritti civili negli Stati Uniti e dell'uguaglianza di genere, in particolar modo nei confronti della comunità afroamericana e comunità LGBT. Knowles è presente come filantropa dei movimenti politici e culturali Black Lives Matter, African Pride, And Still I Vote, Mothers of the Movement. Knowles si è esposta contro la brutalità poliziesca e la violenza contro le donne.
Nel 2020 Tina Knowles fa parte del movimento Leadership Conference on Civil and Human Rights, che sostiene il passaggio della legge Health and Economic Recovery Omnibus Emergency Solutions Act (Legge sulle soluzioni di emergenza per la salute e la ripresa economica omnibus) per assicurare l'assistenza sanitaria, sicurezza economica, la riforma del sistema giudiziario, alloggi e accesso al voto negli Stati Uniti a seguito della crisi economica a seguito della pandemia di COVID-19. Knowles ha scritto una lettera aperta al Senato degli Stati Uniti, in particolar modo a Mitch McConnell e Chuck Schumer, in cui sollecita l'approvazione della legge, con il sostegno delle figlie, di Viola Davis, Whoopi Goldberg, Octavia Spencer e Jada Pinkett Smith.

## Stylist
La lista presente i progetti cinematografici, video musicali ed eventi dal vivo in cui Knowles ha rivestito il ruolo di stylist e costume designer.

### Film
- Austin Powers in Goldmember - film (2002)
- La Pantera Rosa - film (2006)
- Dreamgirls - film (2006)
- Cadillac Records - film (2008)
- Obsessed - film (2009)
- Life Is But a Dream - film TV (2013)
- Black Is King - film (2020)

### Eventi e album video
- Beyoncé: Live at Wembley di Beyoncé (2004)[85]
- The Beyoncé Experience Live di Beyoncé (2007)[85]
- I Am... Yours: An Intimate Performance at Wynn Las Vegas di Beyoncé (2009)[86]
- Live at Roseland: Elements of 4 di Beyoncé (2011)[85]

### Videoclip
- Work It Out di Beyoncé (2002)
- Get Me Bodied di Beyoncé (2007)
- Freakum Dress di Beyoncé (2007)

## Filmografia

### Film
- Life Is But a Dream - film TV (2013) – Cameo
- Lemonade - film TV (2016) – Cameo
- Homecoming - film (2018) – Cameo
- Black Is King - film (2020) – Cameo
- Wrath: A Seven Deadly Sins Story - film TV (2022)

### Programmi televisivi
- Grammy Award - premiazione (2017) – Annunciatrice
- Billboard Music Awards - premiazione (2021) – Annunciatrice
- Profiled: The Black Man - docuserie (2022) – Presentatrice

### Programmi web
- Lift Black Voices Hub - webserie (2021) – Presentatrice
- Talks with Mama Tina - webserie/talk show (2022) – Presentatrice

### Doppiaggio
- La famiglia Proud: più forte e orgogliosa - serie animata TV (2022)

### Videoclip
- Grown Woman di Beyoncé (2014) – Cameo
- All Night di Beyoncé (2016) – Cameo
- Brown Skin Girl di Beyoncé, Blue Ivy Carter e Wizkid (2019) – Cameo
- Mood 4 Eva di Beyoncé e Jay-Z (2019) – Cameo
- Have Mercy di Chlöe (2021) – Cameo

## Riconoscimenti
Nel 2001 ricevuto l'ACE Award dall'Accessories Council of America per l'eccellenza nel design degli accessori.
Nel 2020 è stata premiata con il Inspiring Leadership Award all'Essence Empowerment Experience Festival.
Nel 2024 è stata premiata con il Woman of the Year Award ai Glamour Women of the Year.